# شوبرت غامبيتا
شوبرت غامبيتا (بالإسبانية: Schubert Gambetta)‏ (مواليد 14 أبريل 1920) هو لاعب كرة قدم. يلعب مع منتخب الأوروغواي لكرة القدم. سبق له أن لعب في كأس العالم لكرة القدم مع منتخب بلاده.

## روابط خارجية
- شوبرت غامبيتا على موقع الاتحاد الدولي (مؤرشف)  (الإنجليزية)
- شوبرت غامبيتا على موقع قاعدة بيانات كرة القدم.إي يو (الإنجليزية)
- شوبرت غامبيتا على موقع بيانات كرة القدم. دي إي (الألمانية)
- شوبرت غامبيتا على موقع ناشيونال فوتبول تيمز (الإنجليزية)
- شوبرت غامبيتا على موقع عالم كرة القدم.نت (الإنجليزية)